# Roperuelos del Páramo
Roperuelos del Páramo ist eine Gemeinde (Municipio) mit 499 Einwohnern (Stand: 2024) in der Provinz León der Autonomen Gemeinschaft Kastilien-León. Die Gemeinde besteht neben dem namensgebenden Hauptort aus den Ortschaften Moscas del Páramo und Valcabado del Páramo.

## Geographie
Roperuelos del Páramo liegt etwa 47 Kilometer südsüdwestlich von León in einer Höhe von ca. 770 m. Durch die Gemeinde führt die Autovía A-6. Der Río Órbigo begrenzt die Gemeinde im Westen.

## Bevölkerungsentwicklung
| Jahr        | 1900 | 1950 | 1970 | 1981 | 1991 | 2001 | 2011 | 2021 |
| ----------- | ---- | ---- | ---- | ---- | ---- | ---- | ---- | ---- |
| Einwohner   | 1119 | 1346 | 1218 | 1084 | 982  | 771  | 634  | 513  |
| Quelle: INE |      |      |      |      |      |      |      |      |

## Sehenswertes

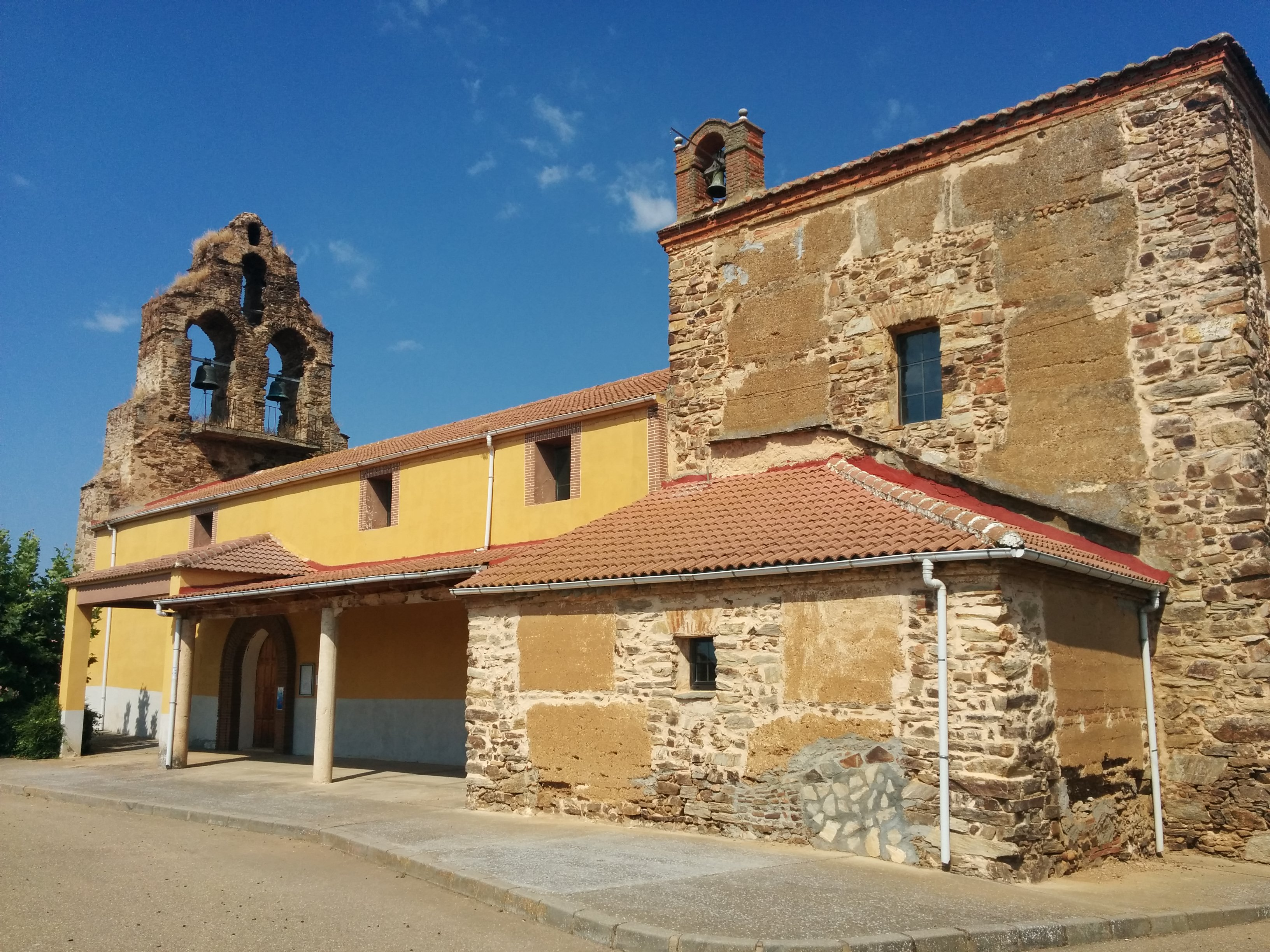
Kirche
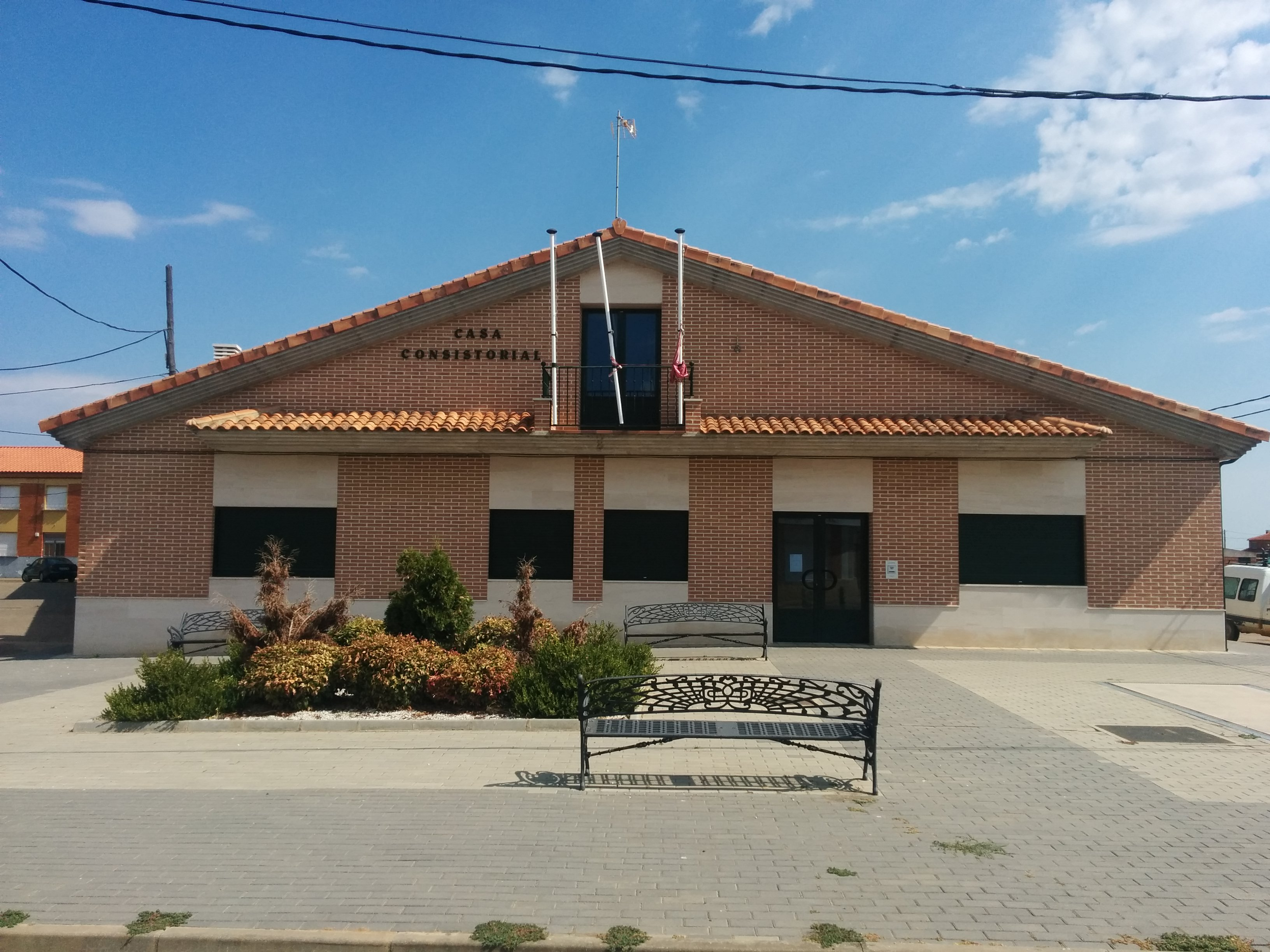
Rathaus

- Kirche
- Rathaus